# Campylidium
Campylidium es un género de musgos hepáticas perteneciente a la familia Amblystegiaceae. Comprende 10 especies descritas y aceptadas:

## Taxonomía
El género fue descrito por (Kindb.) Ochyra y publicado en Biodiversity of Poland 3: 182. 2003.

## Especies aceptadas
A continuación se brinda un listado de las especies del género Campylidium aceptadas hasta junio de 2013, ordenadas alfabéticamente. Para cada una se indica el nombre binomial seguido del autor, abreviado según las convenciones y usos.
- Campylidium calcareum (Crundw. & Nyholm) Ochyra
- Campylidium creperum (Mitt.) Ochyra
- Campylidium hispidulum (Brid.) Ochyra
- Campylidium lacerulum (Mitt.) Ochyra
- Campylidium porphyreticum (Müll. Hal.) Ochyra
- Campylidium praegracile (Mitt.) Ochyra
- Campylidium quisqueyanum (W.R. Buck) Ochyra
- Campylidium sommerfeltii (Myrin) Ochyra
- Campylidium squarrosobyssoides (Müll. Hal.) Ochyra
- Campylidium trichocladum (Taylor) Ochyra